# Ү
Ү, ү（Ue；斜體：Ү ү）是一个在哈萨克语、吉尔吉斯语、鞑靼语、巴什基尔语、图瓦语、雅库特语、维吾尔语、蒙古语、布里亚特语、卡尔梅克语和东干语使用的西里尔字母。另外，阿塞拜疆语和土库曼语在苏联时期也使用这个字母。

## 音值
在哈萨克语、雅库特语、巴什基爾語等为 /y/，在蒙古语为 /ʉ/。

## 字符编码
| 字符编码 | Unicode | KOI8-C |
| -------- | ------- | ------ |
| 大写 Ү   | U+04AE  | 95     |
| 小写 ү   | U+04AF  | 85     |

## 参看
- Ӳ ӳ、Ӱ ӱ（西里尔字母）
- Ü ü（拉丁字母）
- Unicode中的西里爾字母